# Jessica Nelson
Jessica Nelson (...) è un'attrice statunitense protagonista di vari film e di numerose serie tv quali La signora in giallo ed Hunter.

## Filmografia
- Time Out – serie TV, episodio "Feeling No Pain" (1980)
- Where the Buffalo Roam (1980)
- WKRP in Cincinnati – serie TV, episodio "A Mile in My Shoes" (1980)
- Plainsong, regia di Ed Stabile (1982)
- Scuola di sesso (Jekyll and Hyde... Together Again) (1982)
- Archie Bunker's Place – serie TV, episodi "The Eyewitnesses (1982) e "Store Wars" (1983)
- Calamity Jane – film TV (1984)
- Single Bars, Single Women – film TV (1984)
- La signora in giallo (Murder, She Wrote) – serie TV, episodio 1x08 (1984)
- Il vincitore (American Flyers) (1985)
- Assassin – film TV (1986)
- I dominatori dell'universo (Masters of the Universe) (1987)
- Hunter – serie TV, episodio La Dalia Nera (1988)
- Aaron's Way – serie TV, episodi "A Heal Power" (1988) e "A Plain Path" (1988)
- Famiglia maledetta (Daddy's Boys) (1988)
- Made-Up (2005)